# Liste des ambassadeurs de Finlande en Autriche
L’ambassadeur de Finlande en Autriche est le représentant légal le plus important de Finlande auprès du gouvernement autrichien.

## Ambassadeurs successifs
| Début | Fin      | Ambassadeur              | Observations       |
| ----- | -------- | ------------------------ | ------------------ |
| 1921  | 1927     | Harri Holma              | Envoyé.            |
| 1927  | 1933     | Wäinö Wuolijoki          | Envoyé.            |
| 1933  | 1938     | Onni Talas               | Envoyé.            |
| 1949  | 1950     | Eduard Hjalmar Palin     | Envoyé.            |
| 1950  | 1953     | Ragnar Nummelin          | Envoyé.            |
| 1953  | 1957     | Urho Toivola             | Envoyé.            |
| 1957  | 1961     | Carl Olof Frietsch       | Chargé d'affaires. |
| 1961  | 1968     | Otso Wartiovaara         | Ambassadeur.       |
| 1968  | 1976     | Jussi Mäkinen            | Ambassadeur.       |
| 1976  | 1980     | Seppo Pietinen           | Ambassadeur.       |
| 1980  | 1983     | Björn-Olof Alholm        | Ambassadeur.       |
| 1983  | 1988     | Kaarlo Yrjö-Koskinen     | Ambassadeur.       |
| 1988  | 1991     | Matti Kahiluoto          | Ambassadeur.       |
| 1991  | 1995     | Alec Aalto               | Ambassadeur.       |
| 1995  | 1998     | Eva-Christina Mäkeläinen | Ambassadeur.       |
| 1998  | 2005     | Tom Grönberg             | Ambassadeur.       |
| 2005  | 2009     | Kirsti Kauppi            | Ambassadeur.       |
| 2009  | 2013     | Marjatta Rasi            | Ambassadeur.       |
| 2013  | ?        | Anu Laamanen             | Ambassadeur.       |
| ?     | en cours | Hannu Kyröläinen         | Ambassadeur.       |

## Sources